# Ernesto Anaya
Ernesto Anaya Lara Quintal (10 de febrero de 1962) es un músico de México dedicado a la música, principalmente a la música folclórica mexicana y latina. Es arreglista, compositor, productor, cantante, guitarrista, violinista, violista, jaranero, huapanguero.
Biografía
Estudió composición en la Escuela Nacional de Música de la UNAM. Realizó estudios de viola y violín con los maestros Ulises Gómez Pinzón, Piotr Vodopianov y Javier Montiel en la Escuela de Perfeccionamiento Artístico Ollín Yoliztli, estudió canto con el maestro Manuel Peña.

## Discografía
- '"Cantes Huastecos"'
- '"Canciones de ardor y contra quien resulte responsable"' Canciones de ardor y contra quien resulte responsable de Ernesto Anaya en Apple Music
- '"Amor con amor se paga"'
- '"Huapangueando" (2009) Huapangueando de Ernesto Anaya
- '"Recorriendo el son" Recorriendo el son de Ernesto Anaya en Apple Music
- '"Los encantos de Chava Flores" Los encantos de Chava Flores de Ernesto Anaya en Apple Music

- Datos: Q5836755

Ha colaborado como productor, arreglista, cantante y director en diferentes proyectos con artistas como: Astrid Hadad, Regina Orozco, Luis Eduardo Aute, Juana Vargas, Amparo Ochoa, Alma Velasco, Chucho Ferrer, Elliot Goldenthal, Xavier López “Chabelo”, Fernando Delgadillo, Lourdes Ambriz, Eugenia León, Enrique Quezadas, Claudia Montiel, Lila Downs, Omara Portuondo, Los Folkloristas, Oscar Chávez, Cántaro, Valentín Rincón, Adriana Landeros, Alejandra Robles, Susana Harp, Pepe Frank, Guadalupe Pineda, Botellita de Jerez, Héctor Infanzón, Samuel Martínez Herrera, Aleks Sintek, Ranarex, Ana Torroja,  Lety Servín, Zazhil, BaNdula, Benny, Betsy Pecanins, Camila, Víctor García, Shakira, Jaime Flores, Lore Aquino, Ana Díaz, Ma. Inés Ochoa, Rafael Mendoza, Malena Durán, Armando Manzanero, Rubén Pastor, Jorge Buenfil, Arturo Quezadas, Zaira Franco, Armando Rosas, Tehua, Mariana Mallol, Tania Libertad, Orquesta Típica de la Ciudad de México, Ofelia Medina, Darío T Pie, Roberto Sosa (actor), Fernando Rivera Calderón, Eligio Meléndez, Germán Dehesa, Alexandra Vicencio, Héctor Bonilla, Natalia Lafourcade, Vivir Quintana, Lucero, etc.
Ha participado como compositor, productor, arreglista, director e intérprete en diversas producciones, entre las que se cuentan: (Radio) “¨Tortillas duras, ni pa frijoles alcanza", "Vivan las heroínas que nos dieron patria", (Teatro) “Lo que cala son los filos”, “Bajo Tierra”, “Panteón de fiesta”, “Lady Hamlet”, “Els pastorets”, “Muñecos de papel” (Televisión) “Mirada de Mujer”, “La vida en el espejo”, y varias producciones de Argos, El gallo de oro(Cine) “My Family”, “Entre Villa y una mujer desnuda”, “Sexo, pudor y Lágrimas”, “Frida”, "El amor en los tiempos del cólera", "Arráncame la vida" “Huérfanos” “La leyenda del tesoro perdido”, “Asalto al cine”, “El mariachi gringo”, "Wakanda forever",  Ernesto Anaya - IMDb.
Es intérprete de más de treinta instrumentos de cuerda, aliento y percusión.
Fue integrante del grupo Los Folkloristas durante más de siete años.
Obtiene el 1er lugar en el concurso de composición de música para banda sinfónica a cargo de la Coordinación de bandas del Sistema Nacional de Fomento Musical el año 2005.
Fue director artístico de la presentación de Diálogo musical entre regiones “Sones compartidos” con 18 artistas de diferentes regiones de la Huasteca, Sotavento y Tierra caliente en escena en septiembre de 2009 con el apoyo de la secretaría de cultura.
Fue director artístico y musical de los espectáculos de Germán Dehesa durante 16 años.
Recibe el reconocimiento por trayectoria artística por parte de la Promotora Artística Cultural, Científica y Tecnológica del Valle de México, A.C. en coordinación con el Centro de Estudio, Argumentación y Práctica de las Ciencias Jurídicas en 2015.
Fue director musical del Ensamble Juvenil Huasteco que representó a nuestro país dando algunos conciertos en Moscú y algunas ciudades del país en mayo de 2016.
Participa como tenor en el espectáculo “Cantes Huastecos” de Jesús Echevarría junto con la soprano Lourdes Ambriz y el cuarteto de cuerdas “Carlos Chávez”.
Es parte del elenco del proyecto “Misa mexicana” de Jesús Echevarría compartiendo créditos con Jesús Suaste, Encarnación Vazquez y Lourdes Ambriz.
Fue cofundador del grupo “Zacamandú” intérpretes de son huasteco y son jarocho.
Formó parte del quinteto musical “Ensamble Tierra Mestiza”.
Fue parte del grupo de rock Botellita de Jerez con quien grabó dos producciones discográficas.
Fue director musical del Ensamble Juvenil Huasteco que representó a nuestro país dando algunos conciertos en Moscú en mayo de 2016.
Ha participado en más de 200 producciones discográficas de diferentes artistas.
Es parte del grupo de teatro en miniatura (teatro de papel) "Facto Teatro" que dirige Alejandro Benítez actuando con actores de primera talla como Ixtli Contreras, Mauricio Martínez y Marisol Gasse.
Es parte del proyecto homenaje a Mercedes Sosa "Nadie puede parar el viento" al lado de Juán Martín Medina y María Inés Montilla con quienes prepara la presentación del correspondiente material discográfico.
Fue director musical por un año del proyecto “Musas” en vivo de Natalia Lafourcade.
Es maestro de los niños del coro Teleton desde 2013
Recibe el reconocimiento por sus contribuciones y trayectoria musical por parte de la revista Sound Check en abril de 2024.

Autor de diversos espectáculos musicales entre los cuales se destacan:
"Huapangueando"
"Recorriendo el son"
"Ernesto Anaya canta a Chava Flores" (Con Roberto Medrano)
"El canto en la revolución mexicana"
"Día de sones, muertos y flores"
"Nuestra canción mexicana" (Con Roberto Medrano)
"De mestizos y criollos" (con Juan Martín Medina)
“De calacas, sones, muertos y tradiciones” 
“Perú, los colores de la tradición” (negro, criollo y andino)
Su discografía como solista consta de 4 CDs (en plataformas):
-Canciones de ardor y contra quien resulte responsable https://orcd.co/cancionesdeardorycontraquien
-Huapangueando https://orcd.co/huapangueando
-Recorriendo el son https://orcd.co/recorriendoelson
-Los encantos de Chava Flores https://orcd.co/losencantosdechavaflores
Ernesto Anaya Sitio oficial
Ernesto Anaya Free listening Soundcloud
Ernesto Anaya Twitter
Ernesto Anaya en Spotify
Ernesto Anaya en Youtube
Ernesto Anaya en Apple Music